# 科雷希多拉

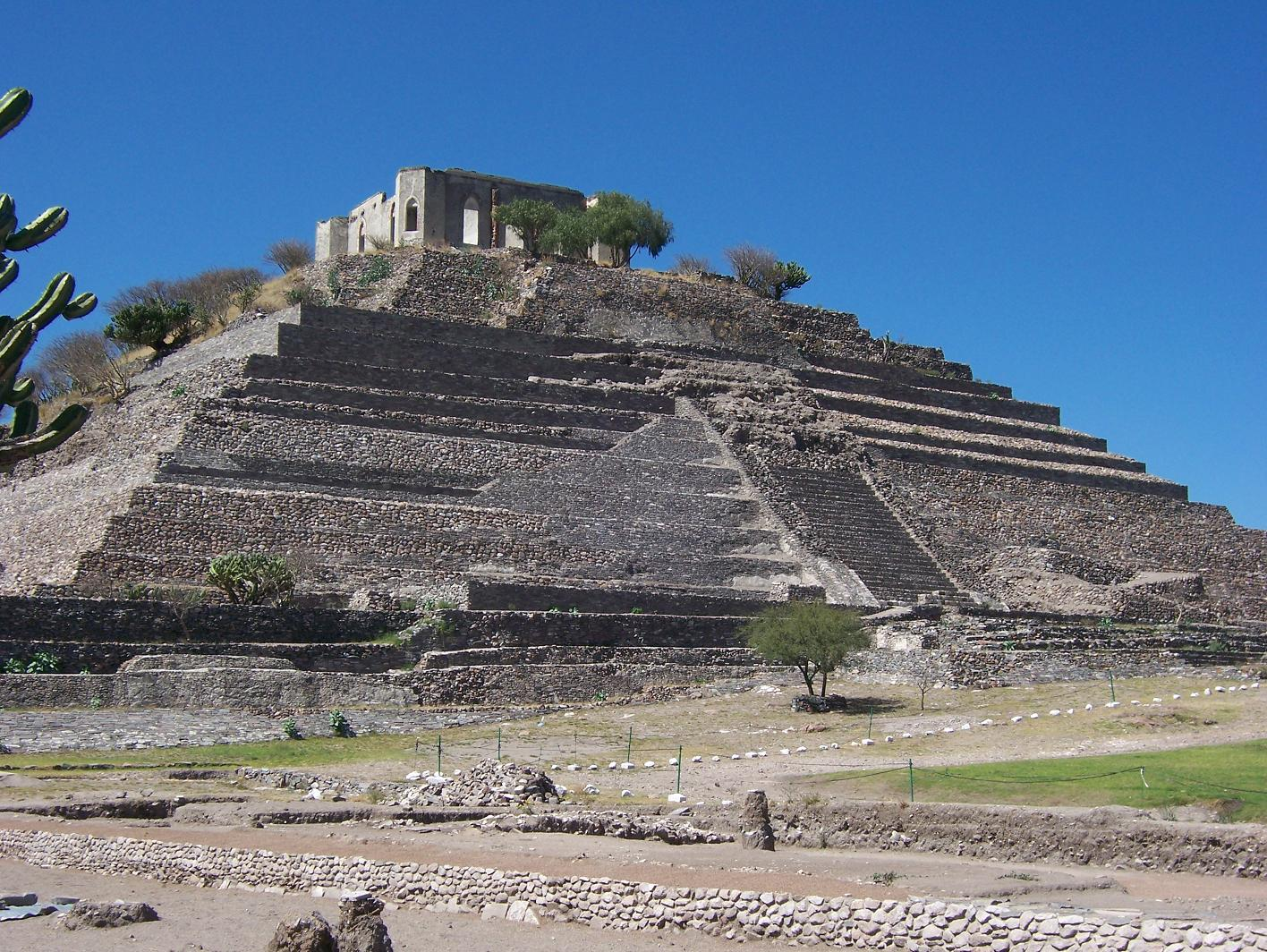

科雷希多拉是墨西哥的城市，由克雷塔羅州負責管轄，始建於1941年，面積246平方公里，海拔高度1,800至2,260米，主要經濟活動是農業和工業，2005年人口44,305。

## 外部連結
- Municipio de Corregidora （页面存档备份，存于） Official website